# Sadleria
Sadleria és un gènere de falgueres pertanyent a la família Blechnaceae, amb sis espècies originàries de Hawaii.

## Taxonomia
- Sadleria cyatheoides Kaulf.
- Sadleria pallida Hook. & Arn.
- Sadleria souleyetiana (Gaud.) T. Moore
- Sadleria squarrosa (Gaud.) T. Moore
- Sadleria unisora (Bak.) Rob.
- Sadleria wagneriana D. D. Palmer & Flynn